# Polylepion
 Polylepion  es un género de peces de la familia de los Labridae y del orden de los Perciformes.

## Especies
De acuerdo con FishBase:
- Polylepion cruentum Gomon, 1977[3]
- Polylepion russelli (Gomon y Randall, 1975) [4]